# Masany (Černihiv)
Masany (ukrajinsky Масани) je sídliště a historická oblast, která je součástí města Černihiv na Ukrajině. Historie oblasti sahá pravděpodobně až do 11. století. Na východě sousedí se sídlišti Koty a ZAZ, na jihu se sídlištěm Podusivka.

## Historie

### Počátky
Původně na místě dnešního sídliště existovala stejnojmenná osada, která byla pravděpodobně obývána již od 11. století. Důkazem toho je, že v podobné době se lidé usadili na levém břehu řeky Bilous. Je proto pravděpodobné, že došlo i k obydlení této oblasti. Toto dokládá archeologický výzkum z roku 1977, před výstavbou velkoplošné zástavby.

### Ves
Oficiálně byla vesnice založena roku 1638, odkud také pochází první písemná zmínka o její existenci. Vesnice byla založena černihivským náčelníkem Martyn Kalinovskij. Společně s Masany také založil vesnice Pivci, Svyn, Bobrovycja, Sjabriči, Polubotkiv, Lopatyn, Kota a Ulanin.
Podle údajů z roku 1859 žilo ve vesnici 240 lidí, z toho 123 mužů a 117 žen. Bylo zde celkem 32 zemědělských usedlostí a byl zde také pravoslavný kostel, jež byl postaven na konci 17. století. Podle dochovaného vyobrazení byl dřevěný, měl půdorys kříže a jednu kupolu se zvonicí. V roce 1886 zde žilo 226 obyvatel, existovalo již 46 zemědělských usedlostí a dva větrné mlýny. První škola byla otevřena roku 1896.
Počátkem 20. století žili v usedlosti převážně chudí lidé a velkostatkáři. V roce 1920 byly pozemky přerozděleny mezi obyvatelstvo. Roku 1924 ve vesnici žilo již 413 obyvatel. Ve 30. letech 20. století počet obyvatel výrazně vzrostl kvůli výstavbě kolchozu.
Za druhé světové války zemřelo 58 obyvatel vesnice, z toho 41 na frontě a 17 vlivem okupace. Dvě dívky navštívili Německo jako ostarbeiterky. V zimě 1943 bylo Němci upáleno 14 obyvatel (muži, ženy a děti). Existují i svědectví o sebevraždách.
V roce 1976 byla populace 640 obyvatel. Připojením obce k Černihivu začalo budování sítě plynovodů a telefonních linek.

### Sídliště
Po připojení oblasti Masany k Černihivu se stala jednou z nejnovějších mikrorajonů ve městě. Výstavba obytných panelových budov byla zahájena v roce 1988, ale naprostá většina z nich byla vystavěna v 90. a 00. letech. Mikrorajon se však rozvíjí neustále. Velká část budov jsou typické 9 patrové panelové, ale i cihlové obytné domy. Centrální tepnou sídliště, která jej spojuje s centrem města je ulice Nezaležnosti. Vzdálenost do centra Černihivu je asi 8 kilometrů. V roce 1985 byl zbořen kostel Narození Panny Marie Až do 90. let si obyvatelé městské části stěžovali na nedostatek státní infrastruktury, jako jsou školy, školky, dětská hřiště a trolejbus.
V Masanech jsou dvě mateřské školy. První z nich byla otevřena v roce 1994 a druhá 2019. Dále funguje pobočka dětské polikliniky. Od roku 2010 byla aktivně diskutována problematika nutnosti výstavby trolejbusového vedení. Toto vedení bylo stavěno v letech 2010 až 2016, byť s přerušeními a zpožděními. Bylo dosažení spojení sídlišť Borovyckyj a Masany. Dne 19. prosince 2016 byla na novou linku spuštěna nově změněná trasa 11 tvořená šesti trolejbusy. Po roce 2010 se sídliště začalo rozšířovat i na druhou stranu hlavní tepny, kde do té doby byla louka.
V únoru 2022 bylo sídliště ostřelováno ruskými okupanty. Některé budovy byly poškozeny, nikoli však vážně.